# 제마 레드그레이브
제미마 리베카 "제마" 레드그레이브(Jemima Rebecca "Jemma" Redgrave, 1965년 1월 14일~)는 잉글랜드의 배우이다. 잉글랜드의 연기 명문가 레드그레이브 가문의 4세대 자손이다.

## 작품 목록
- 닥터후
- 레이디 수잔
- 비키퍼 - 제시카 댄포스 역